# Yunus Musah
Yunus Dimoara Musah, més conegut com a Yunus Musah, (Nova York, 29 de novembre de 2002) és un futbolista estatunidenc que juga de migcampista o banda a l'AC Milan. És internacional amb els Estats Units.

## Trajectòria
Va nàixer a Nova York de pares ghanesos, però va créixer en Castelfranco Véneto (Itàlia) i es va formar en l'Giorgione Calcio fins als 10 anys. Allà jugava amb xiquets més majors que ell perquè els de la seua mateixa edat no podien amb ell. Son pare es va quedar sense treball i uns familiars li van trobar un lloc fix a Londres, moment en què Yunus entra al planter de l'Arsenal FC.
Va adquirir la nacionalitat britànica, va jugar en categories inferiors de la selecció de futbol d'Anglaterra fins a l'sub-18, va arribar a ser important en l'equip juvenil de l'Arsenal i va cridar l'atenció de Pablo Longoria, en aquell moment director esportiu del València CF i especialista captant joves talents.
L'estiu del 2019, amb 16 anys, va arribar a la disciplina del València Club de Futbol per a jugar al Mestalleta, amb contracte fins a 2022, però sorprenentment va ser inclòs en la llista del primer equip per Marcelino García Toral, podent participar en la Lliga de Campions de la UEFA amb el dorsal 30, encara que poc després el tècnic va ser destituït i no va ser convocat a cap partit.
El 14 de setembre va debutar amb el València Mestalla en partit de la Segona Divisió B enfront del CF La Nucia a les ordres del tècnic Chema Sanz, que va comptar amb ell durant tota la temporada. També va ser convocat per Miguel Ángel Angulo per a l'equip juvenil que disputava la UEFA Youth League, participant en els sis partits de la fase de grups. En finalitzar la temporada havia participat en un total de 17 partits amb el València Mestalla, marcant un gol l'1 de març, abans que se suspenguera la competició per la pandèmia de COVID-19.
L'agost del 2020 va participar en la pretemporada del primer equip del València CF a les ordres del tècnic Javi Gracia, debutant en un partit amistós com a titular davant el CE Castelló el 22 d'agost. Va seguir tenint minuts durant la pretemporada i el tècnic no només el va convocar per a la primera jornada de la temporada 2020-21 sinó que va debutar sent titular com a interior dret i quallant una gran actuació davant el Llevant UE a Mestalla el 13 de setembre de 2020. L'1 de novembre de 2020 va marcar el seu primer gol amb el València CF, en un partit de Lliga contra el Getafe CF. Amb sols 17 anys, 9 mesos i 13 dies es va convertir en el futbolista estranger més jove a debutar en LaLiga amb el València, superant per poc al seu company Kang In Lee, i el cinqué en tota la història del club. Va continuar sent titular per a Javi Gracia en molts partits pel costat dret, tenint fitxa de l'equip filial i lluint el dorsal 30, però la seua consagració va arribar en la huitena jornada, l'1 de novembre, amb un gol davant el Getafe CF, convertint-se en el segon golejador més jove de la història del club amb 17 anys i 338 dies. En la següent jornada va marcar un gol enfront del Reial Madrid però no va pujar al marcador per xafar l'àrea abans d'un llançament de penal.
La consolidació en el primer equip, el contracte juvenil i la convocatòria amb la selecció absoluta dels Estats Units van fer que el club l'allargara el contracte fins a 2026. Una vegada renovat va seguir sent l'interior dret titular per a Javi Gracia en la Lliga, i en la primera eliminatòria de la Copa del Rei va entrar com a revulsiu en els minuts finals i va aconseguir evitar l'eliminació de l'equip davant el Terrassa empatant el partit en l'últim minut per portar-ho a la pròrroga.

## Internacional
Yunus podria representar a quatre seleccions nacionals: Estats Units per haver nascut a Nova York, Ghana pel país dels seus pares, Itàlia per haver crescut allí, i Anglaterra per tindre la nacionalitat britànica.
Durant la seua estada a Londres va ser internacional en diverses categories inferiors de la selecció anglesa (sub-15, sub-16, sub-17 i sub-18), però en despuntar en el València va ser convocat amb només 17 anys per a debutar amb la selecció absoluta dels Estats Units per disputar dos partits amistosos. El tècnic valencià Nico Estévez era el segon entrenador de Gregg Berhalter en la selecció nord-americana i seguia atentament des de la distància el creixement de Yunus. Va debutar sent titular el 12 de novembre de 2020 en el Liberty Stadium de Swansea empatant 0-0 davant la selecció de Gal·les. Quatre dies després va tornar a ser titular en l'amistós a Viena contra Panamà que va acabar en golejada nord-americana 6-2.
En haver disputat sols partits amistosos, la selecció anglesa encara pot convèncer al jugador per a defensar els colors anglesos.

## Palmarès
AC Milan
- 1 Supercopa italiana: 2024[25]

Selecció estatunidenca
- 3 Lligues de les Nacions de la CONCACAF: 2019-20,[26] 2022-23,[27] 2023-24[28]